# Purmerend

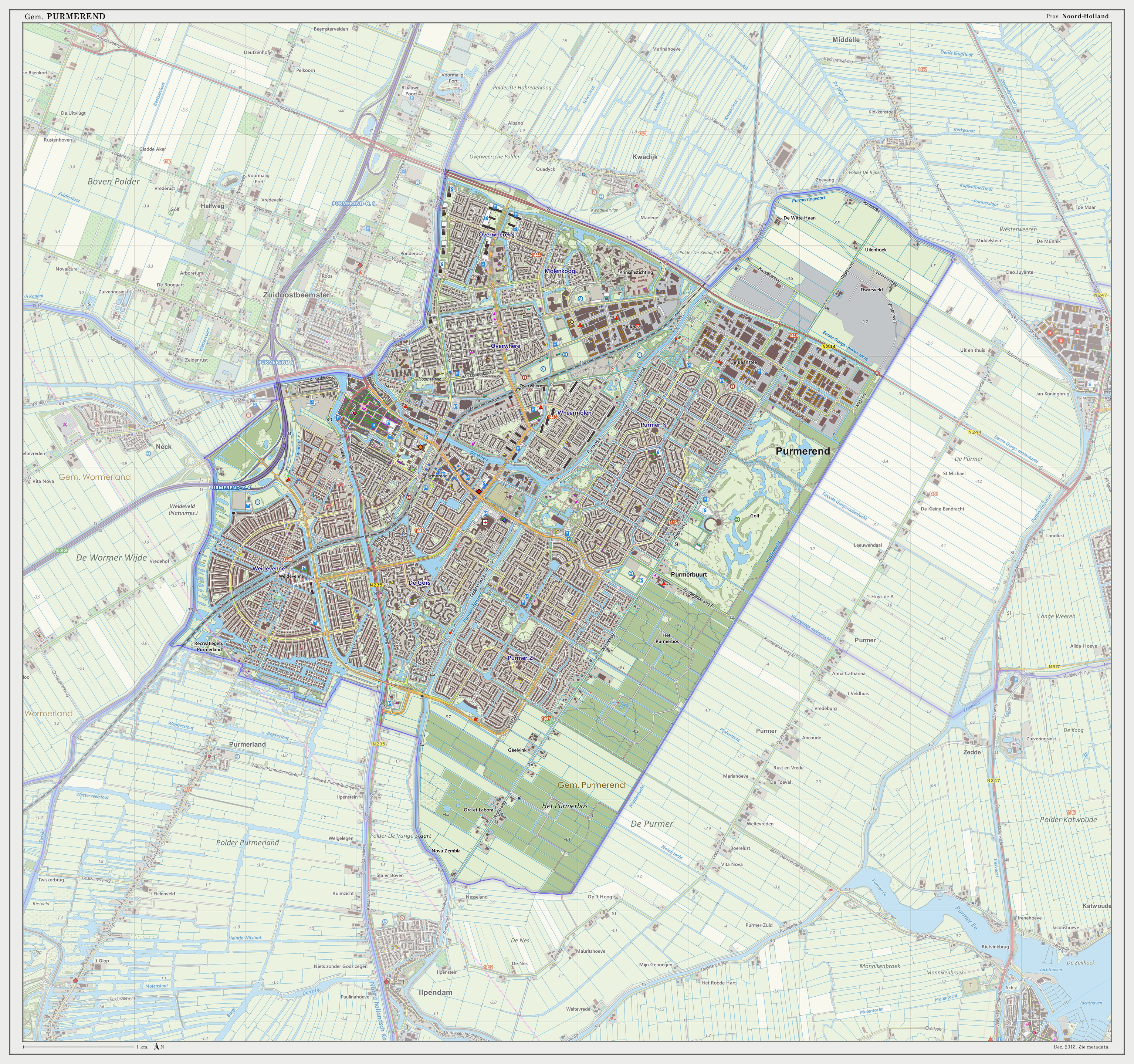
Plano topográfico de Purmerend, dic. 2013

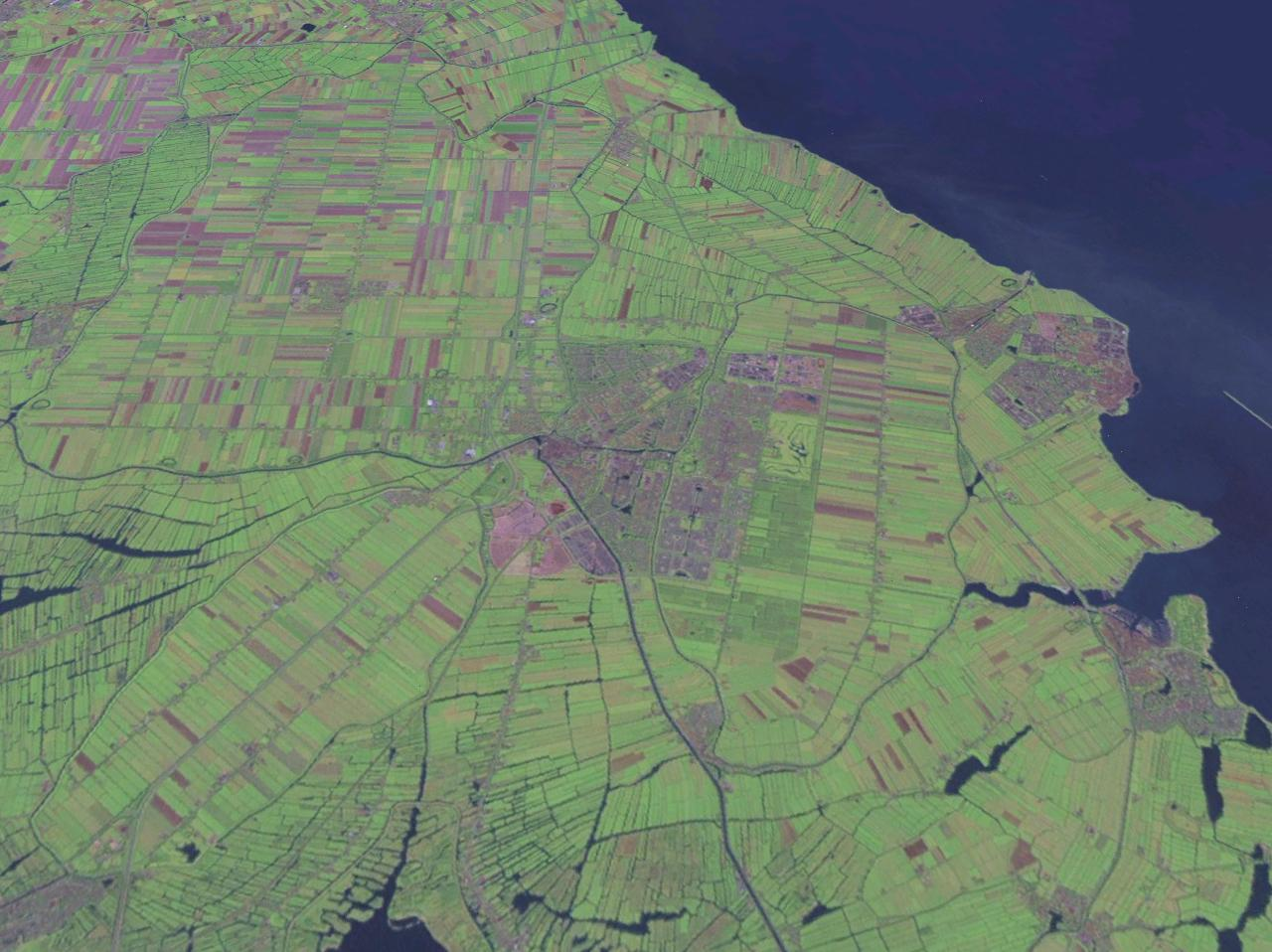
Fotosatelite

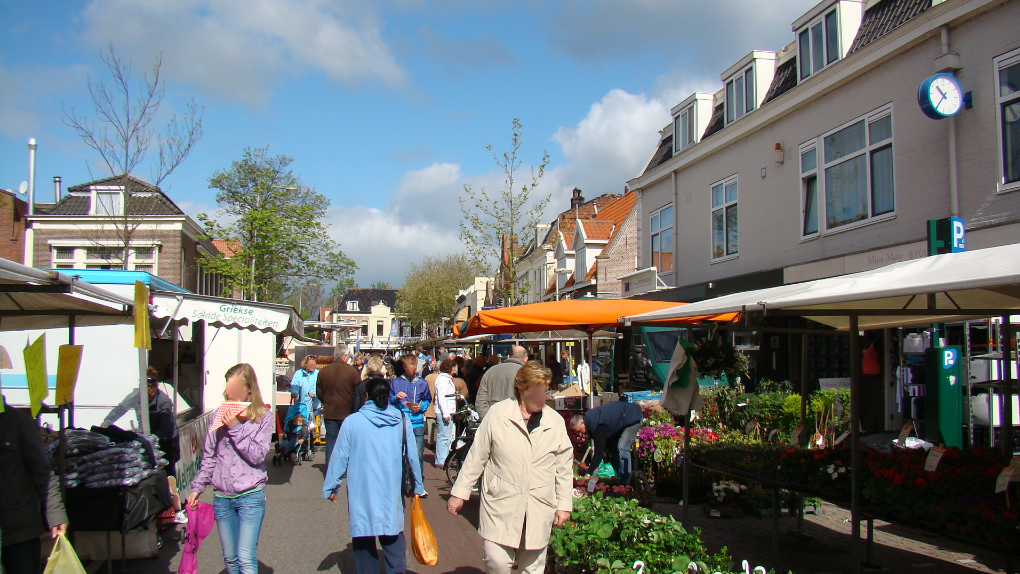
Marktstad Purmerend

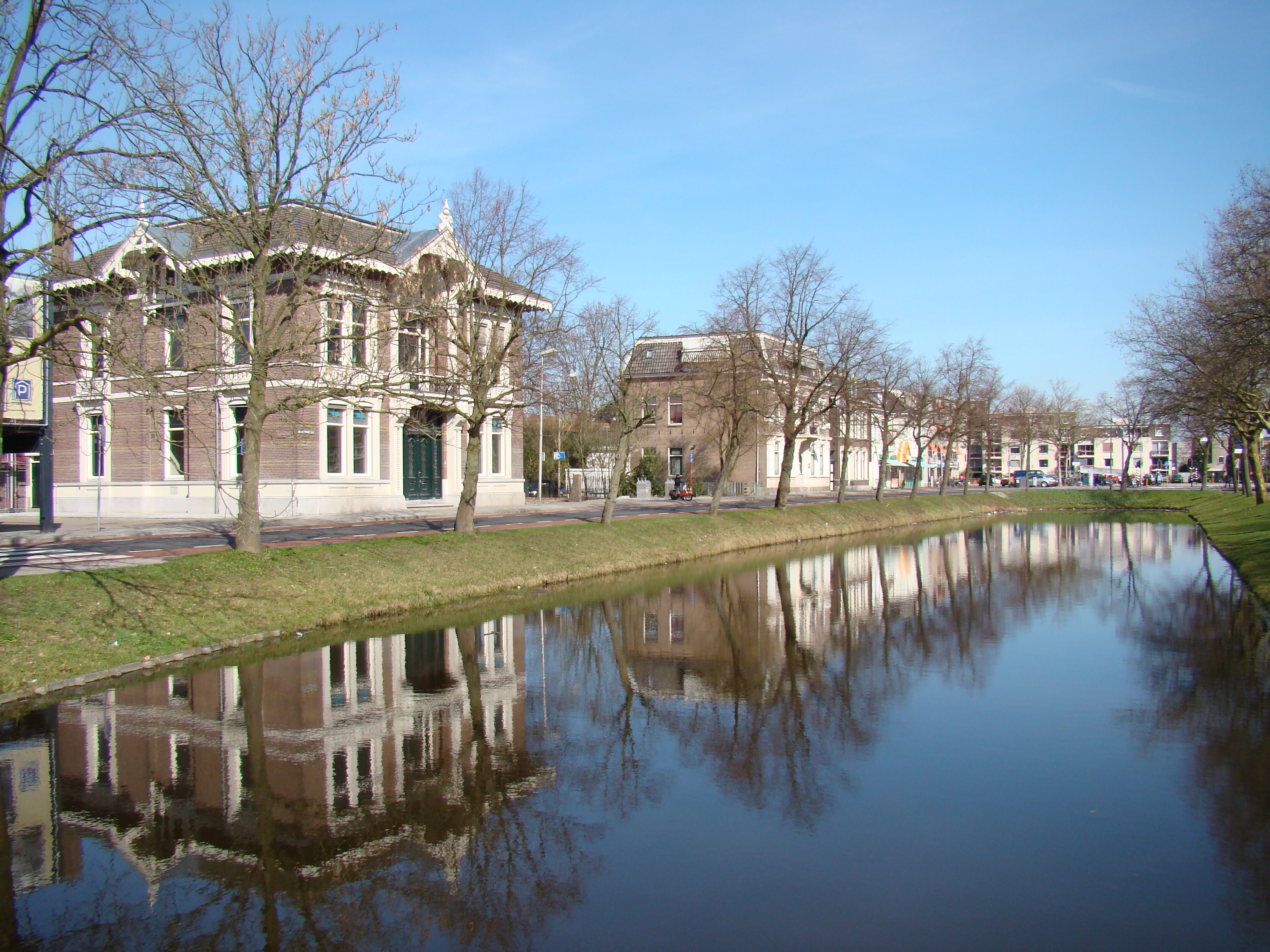
Stadsgracht

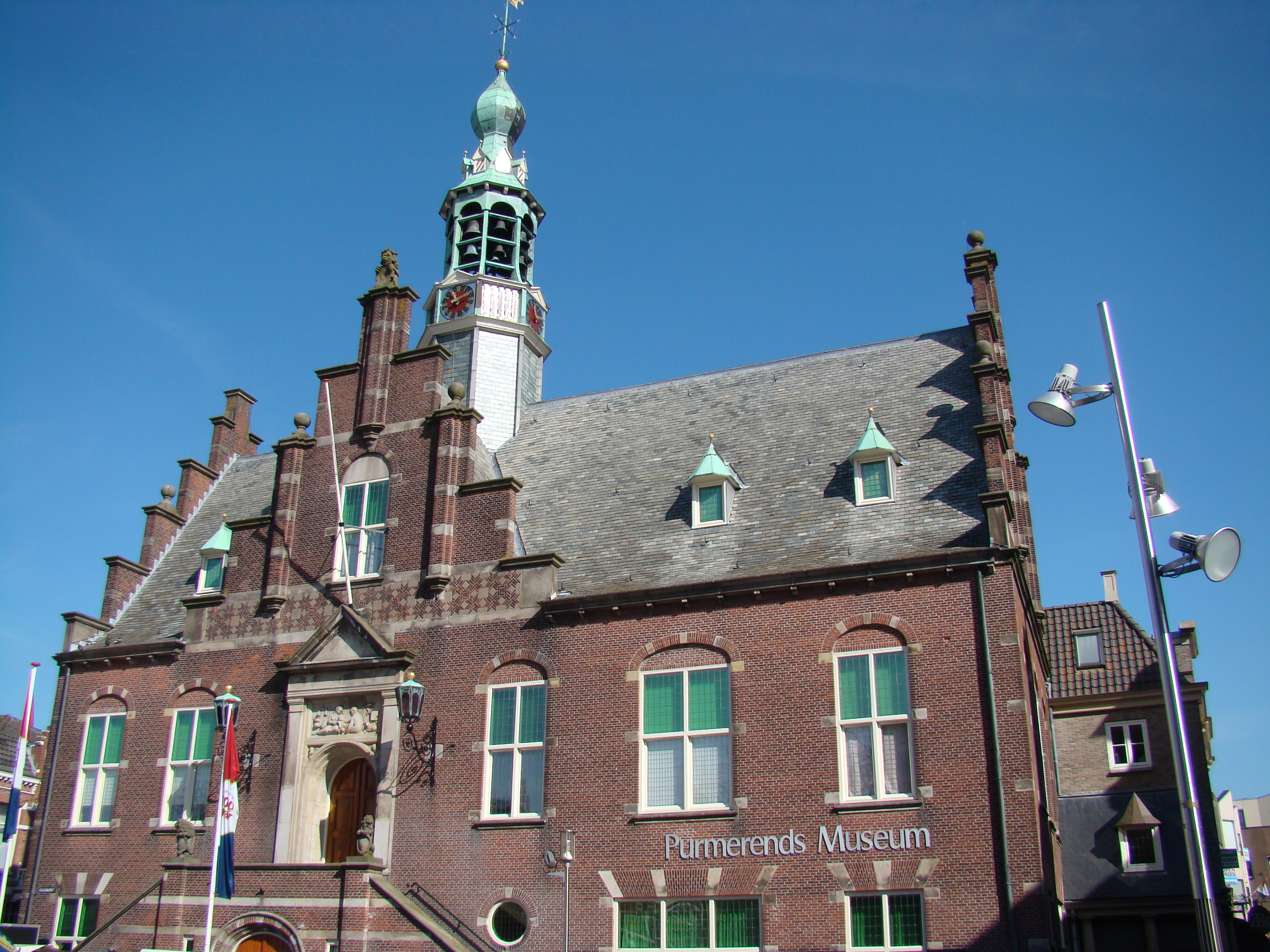
Museo de Purmerend

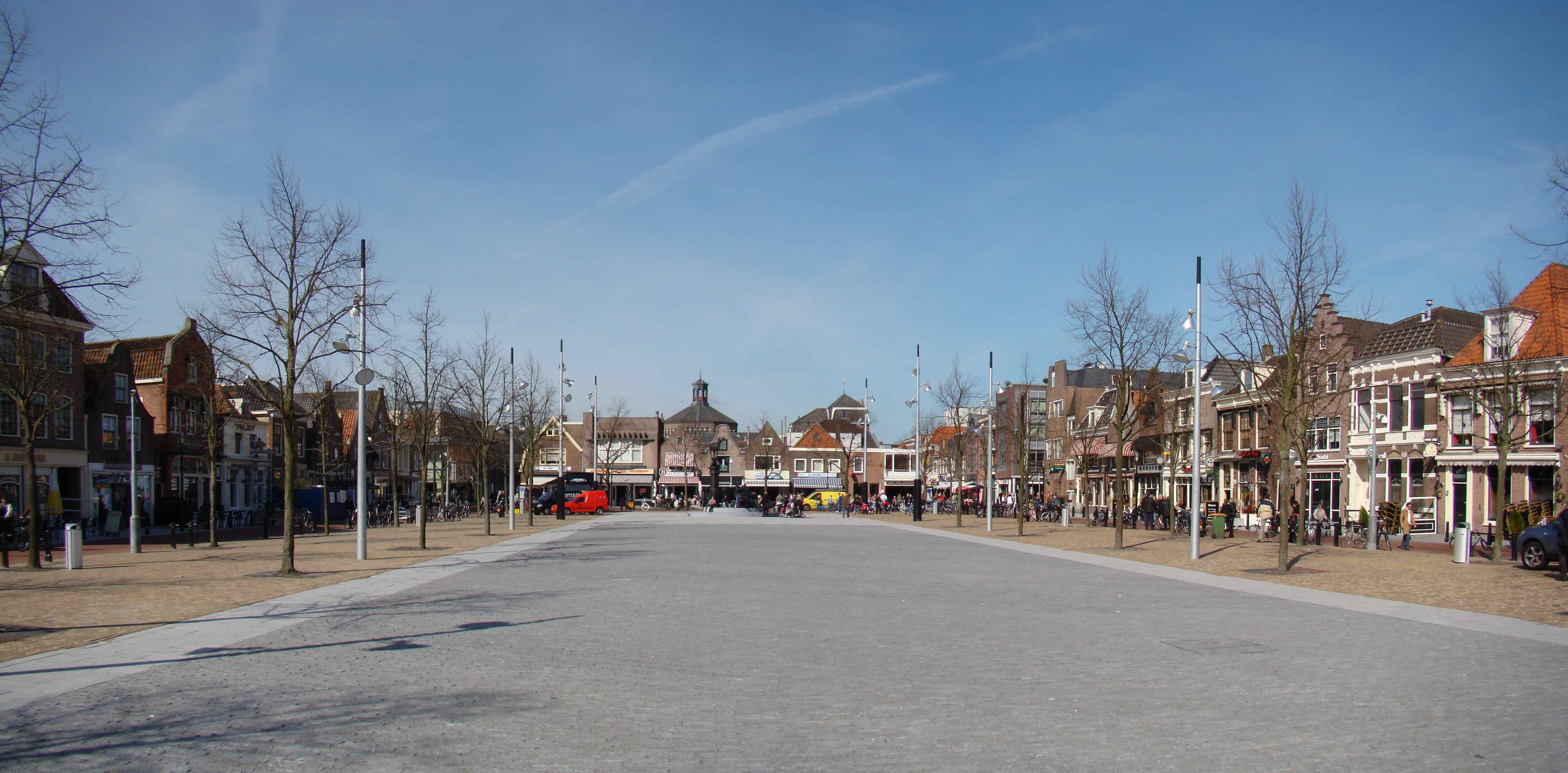
Plaza del Mercado de Ganado Koemarkt

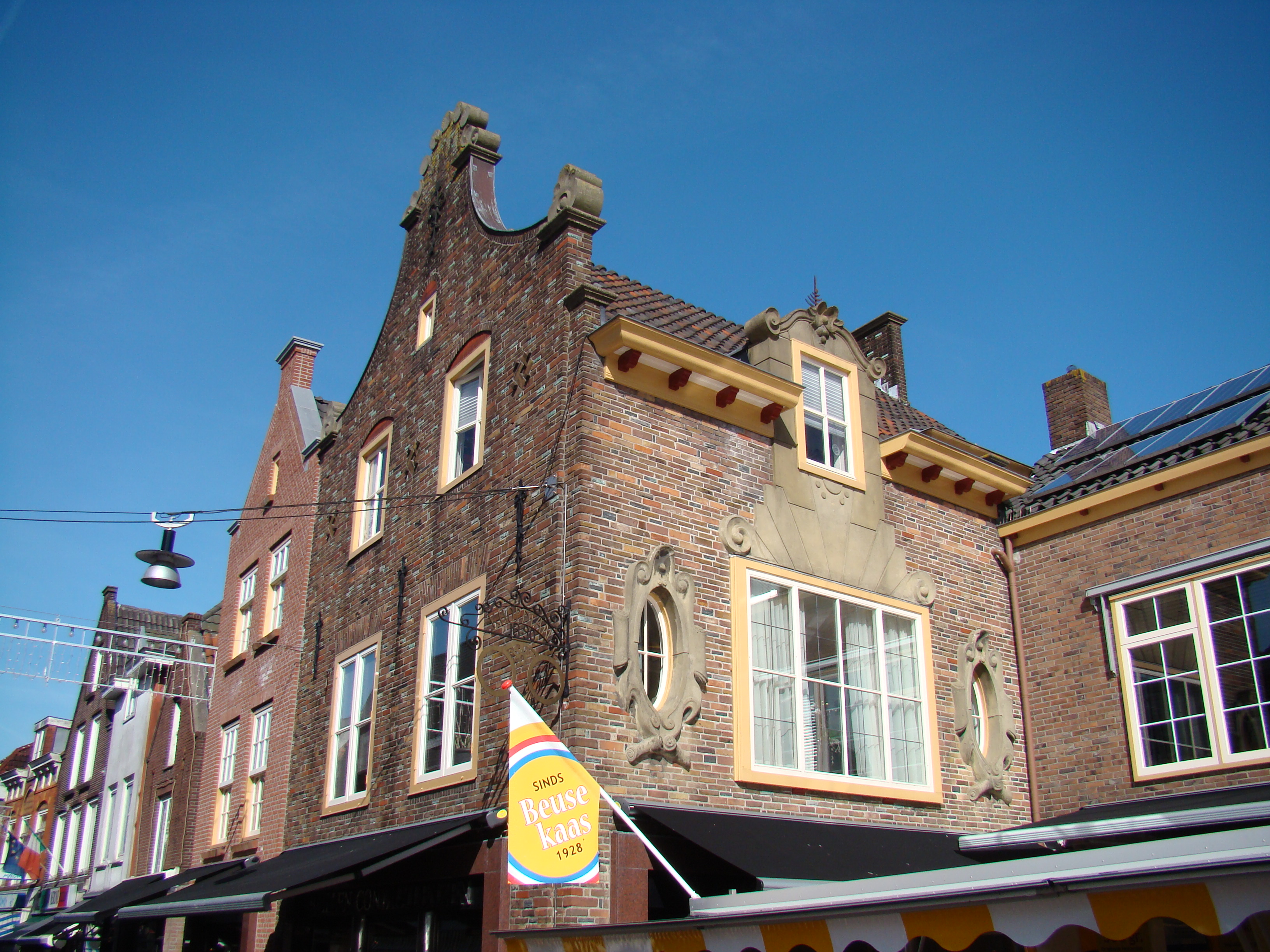
Padjedijk

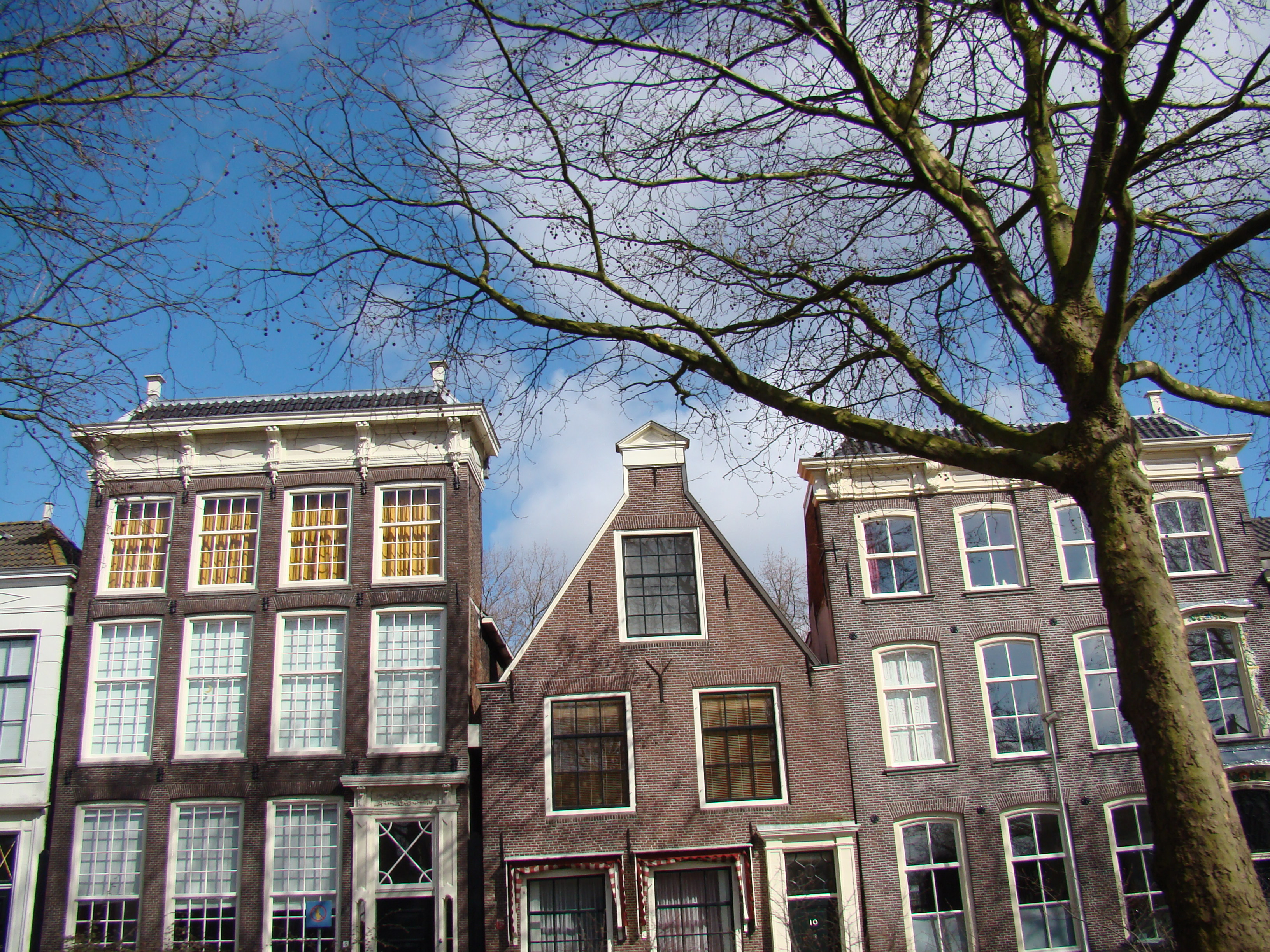
Bierkade

Purmerend es tanto el nombre de un municipio como el de una ciudad en los Países Bajos , localizado en la provincia de Holanda Septentrional. La ciudad está rodeada por diferentes pólderes, como el Purmer, el Beemster y el Wormer. Originariamente, la población surgió como centro comercial de la región. Pese a ello, su crecimiento fue lento, y no sería hasta los años 60 en que su desarrollo aumentaría, pasando de los 10.000 habitantes a los 78.307 personas (1 de noviembre de 2007). El crecimiento iniciado en los 60 sigue su marcha actualmente, ya que Purmerend se ha convertido en ciudad-dormitorio, básicamente de Ámsterdam y por extensión, del Randstad. Muchos de los habitantes del municipio estudian, trabajan o desarrollan sus actividades de ocio o culturales en Ámsterdam.

## Historia
Purmerend tuvo su origen como pequeño centro pesquero y de recalada entre lo que entonces eran los lagos Purmer, Beemster y Wijdewormer. Purmerend ya aparece como población en 1340. 
En 1392 contaba con dos monasterios católicos, siendo el más famoso de ellos el de Santa Úrsula, que estuvo ubicado en el actual plaza del Koemarkt (mercado de ganado). En 1410 Willen Eggert obtuvo el permiso de Guillermo VI para construir una fortificación en Purmerend. La construcción de la fortificación de Purmersteijn sería terminada en 1413. Poco después, en 1434, Purmerend recibiría los fueros que la declaraban "ciudad". Con ello adquirió los derechos para crear un mercado, haciendo que la nueva ciudad se convirtiera en centro no ya solo comercial, si no también, con posterioridad, industrial. Así, se obtuvieron los derechos para la explotación de dos ferias anuales y un mercado semanal. La Guerra de los Ochenta Años representó para Purmerend la desaparición de los monasterios católicos en 1572. Poco después se crearía el famoso mercado de ganado, el Koemarkt, localizado el los terrenos que anteriormente habían pertenecido al monasterio de Santa Ursula.
Hacia 1671 el castillo de Purmersteijn fue habitado por Jacob F. Hinlopen. Durante este siglo (XVII) se procede a la dessecacion de los lagos de los alrededores para convertirlos en pólderes (Purmer, Beemster y Wormer).
El siglo XVIII vería la desaparición de los restos del abandonado castillo de Purmersteijn, los cuales serían demolidos definitivamente en 1741. Ya por esas fechas Purmerend ya era un importante núcleo de actividad mercantil. Había tres fábricas de cerveza, dos destilerías de ginebra, un molino de pólvora, una destilería de trementina (ambos propiedad de Jan Frederik Bere Wout), una fábrica de jabón, una de vinagre, una fábrica de cuerda, un astillero, tres aserraderos y un molino de harina.

## Turismo
Purmerend no es una ciudad muy turística. Muchos turistas de Randstad visitan la ciudad por un día. Esto es posible muy bueno porque Purmerend está situado cerca del Randstad.
Especialmente los museos y la naturaleza cerca de Purmerend son atractivos para los turistas. En Purmerend hay el museo arqueológico, y castillo Purmerstijn. Purmerend está situado directamente en tres polders que son perfectos para hacer ciclismo y andar. Purmerend también tiene un centro antiguo con una gran variedad de tiendas. También hay un número de restaurantes, bares y un cine. Pasar la noche en Purmerend no es popular. En un día, se puede visitar todas las atracciones populares. Hay 2 lugares para pasar la noche, Hotel Burggolf y Hotel Van Der Valk.

## Tráfico y transporte

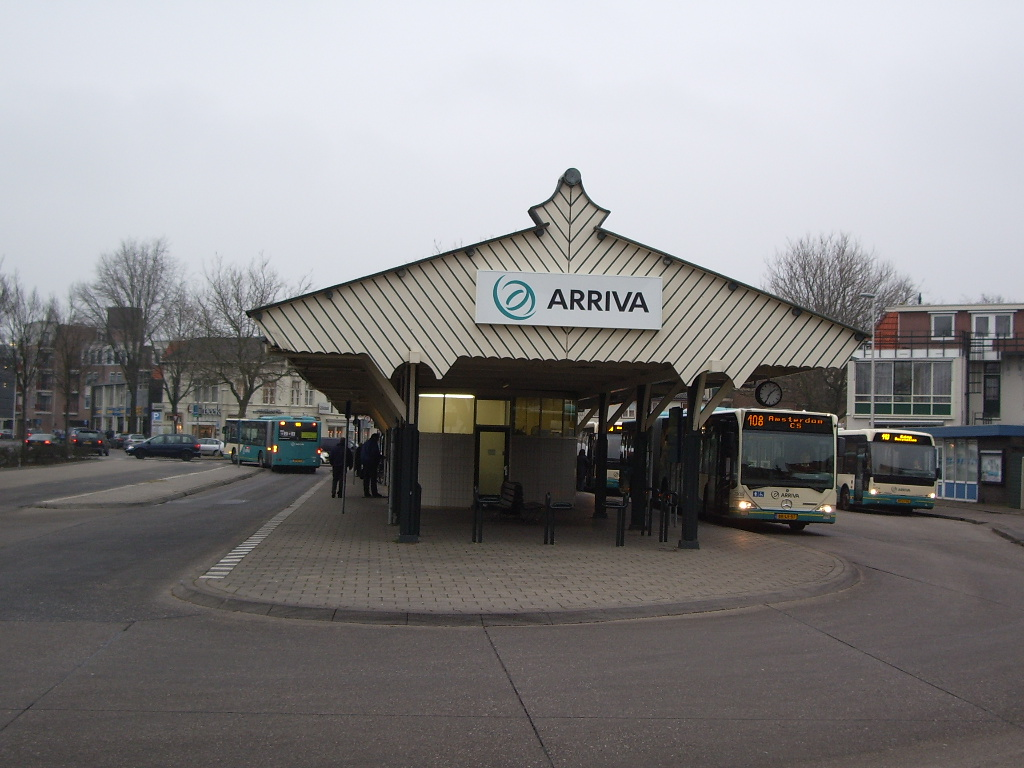
La estación de autobuses en la plaza Tramplein en la ciudad de Purmerend, en Holanda Septentrional

Purmerend mente desde 1885 al lineá de ferrocarril Zaandam – Enkhuizen y tiene tres estaciones: Weidevenne, Purmerend y Overwhere. De 1894 a 1949 Purmerend tenía un lineá de tranvía con Amsterdam-Norte.
EBS ocupa con el transporte de autobús desde Purmerend desde que 11 de diciembre de 2011; el punto central es el estación de autobús Purmerend Tramplein. Las lineás de autobús 304,307 y 308 conducen desde barrios individuales al centro de Ámsterdam. Lineá de autobús 301 conduce desde De Rijp hasta Purmerend a Ámsterdam así como lineá de autobús 306 desde Middenbeemster. Estas lineás de autobús son componentes fundamentales de el R-net, un proyecto de transporte público en el Randstad. Aproximadamente 60% del traslado laboral diario conduce en coche . El A7 es la alga buena línea de coche con Ámsterdam, pero Purmerend y el zona Waterland comparten esta línea con otros regiones residenciales como West-Friesland (el zone alrededor de Hoorn) y Zaanstad. La consecuencia es mucho congestión a Ámsterdam, porque el red de carreteras secundarias tiene un rendimiento tráfico muy bajo. La apertura de la punta de la tira en el A7 entre Zaandam y Purmerend tienen las caravanas en el tarde reducido mucho.

## Personajes famosos
Purmerend alberga algunas celebridades holandesas, incluyendo actores, cantantes y deportistas. También ha sido lugar de nacimiento de algunos personajes famosos, como músicos, políticos o economistas. A continuación se destacan algunos de los más representativos.
Personajes famosos nacidos en Purmerend
- Jan Stuyt (1868), arquitecto
- Pieter Oud (1886), político e historiador
- Jacobus Johannes Pieter Oud (1890), arquitecto
- Mart Stam (1899), interiorista y arquitecto
- August Kop (1904), jugador de hockey
- Frits Bührman (1904), atleta
- Hendrik de Wit (1909), botanico
- Martin Koeman (1938), futbolista
- Fred Butter (1957), músico y actor
- Stan Limburg (1961), actor
- Jan van Zanen (1961), político
- Frans Limburg (1963), cantante y actor
- Ellen Pieters (1964), actriz y cantante
- Hans Klok (1969), ilusionista
- Edwin Zoetebier (1970), futbolista (portero)
- Kim van Kooten (1974), actriz y escenógrafa
- Olaf Lindenbergh (1974), futbolista
- Vincent van der Voort (1975), jugador de dardos
- Lieja Tunks-Koeman (1976), atleta
- Fleur Agema (1976), política
- Regina Romeijn (1976), presentadora de televisión
- Yuri Rose (1979), futbolista
- Johan de Wit (1979), entrenador de patinaje
- Kees Kwakman (1983), futbolista
- Nabila Marhaben (1983), actriz
- Britt Dekker (1992), presentadora
- Jurre Otto (1998), doblador, actor, cantante y modelo
- Jeffrey Bouva (1991), desarrollador

Personajes famosos que viven/vivieron en Purmerend
- Danny de Munk, actor
- Bernard Nieuwentijt, alcalde, matemático, filósofo y teólogo (1654-1718)
- Julie Fryer bailarina
- Marlou van Rhijn atleta paralímpico
- Jurre Otto cantante

## Comunidades y barrios

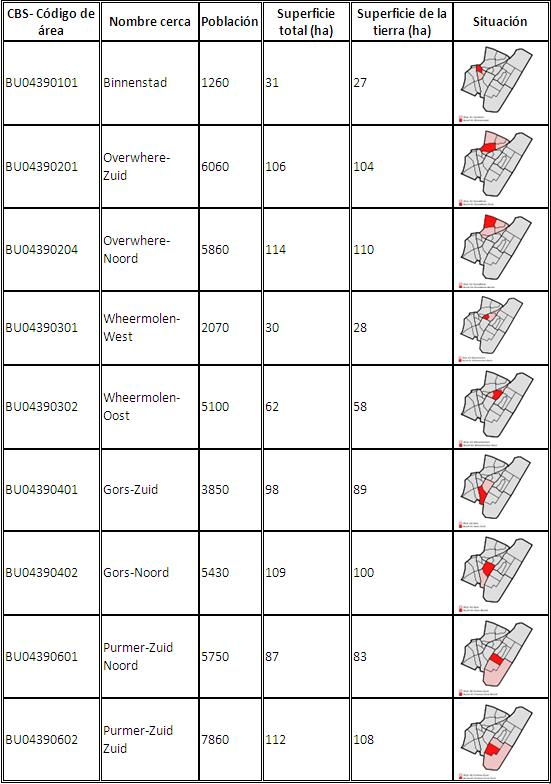
Barrios en Purmerend, información

| Comunidades                                                 | Barrios      |
| ----------------------------------------------------------- | ------------ |
| Binnenstad                                                  | Centrum      |
| Stationsbuurt                                               | Centrum      |
| Zuiderpolder                                                | Centrum      |
| Overwhere-Zuid                                              | Overwhere    |
| De Koog                                                     | Overwhere    |
| Wagenweg e.o.                                               | Overwhere    |
| Overwhere-Noord                                             | Overwhere    |
| Molenkoog                                                   | Overwhere    |
| Wheermolen-West                                             | Wheermolen   |
| Wheermolen-Oost                                             | Wheermolen   |
| Dwarsgouw                                                   | Wheermolen   |
| Gors-Zuid                                                   | Gors         |
| Gors-Noord                                                  | Gors         |
| Overlanderstraat e.o.                                       | Purmer-Noord |
| Werktuigenbuurt                                             | Purmer-Noord |
| Maten- en zuivelbuurt                                       | Purmer-Noord |
| De Graeffweg e.o.                                           | Purmer-Noord |
| Baanstee e.a.                                               | Purmer-Noord |
| Campo de Golf y viviendas aisladas en Westerweg/Purmerbuurt | Purmer-Noord |
| Pumer-Zuid/noord                                            | Purmer-Zuid  |
| Purmer-Zuid/zuid                                            | Purmer-Zuid  |
| Purmerbos y viviendas aisladas en Westerweg                 | Purmer-Zuid  |
| Hazepolder                                                  | Weidevenne   |
| Azië                                                        | Weidevenne   |
| Amerika                                                     | Weidevenne   |
| Afrika                                                      | Weidevenne   |
| Europa                                                      | Weidevenne   |

- Datos: Q9954
- Multimedia: Purmerend / Q9954